# Gewöhnliche Sumpfkresse
Die Gewöhnliche Sumpfkresse oder Echte Sumpfkresse (Rorippa palustris) ist eine Pflanzenart in der Familie der Kreuzblütengewächse (Brassicaceae). Sie kommt in Mitteleuropa meistverbreitet vor.

## Beschreibung

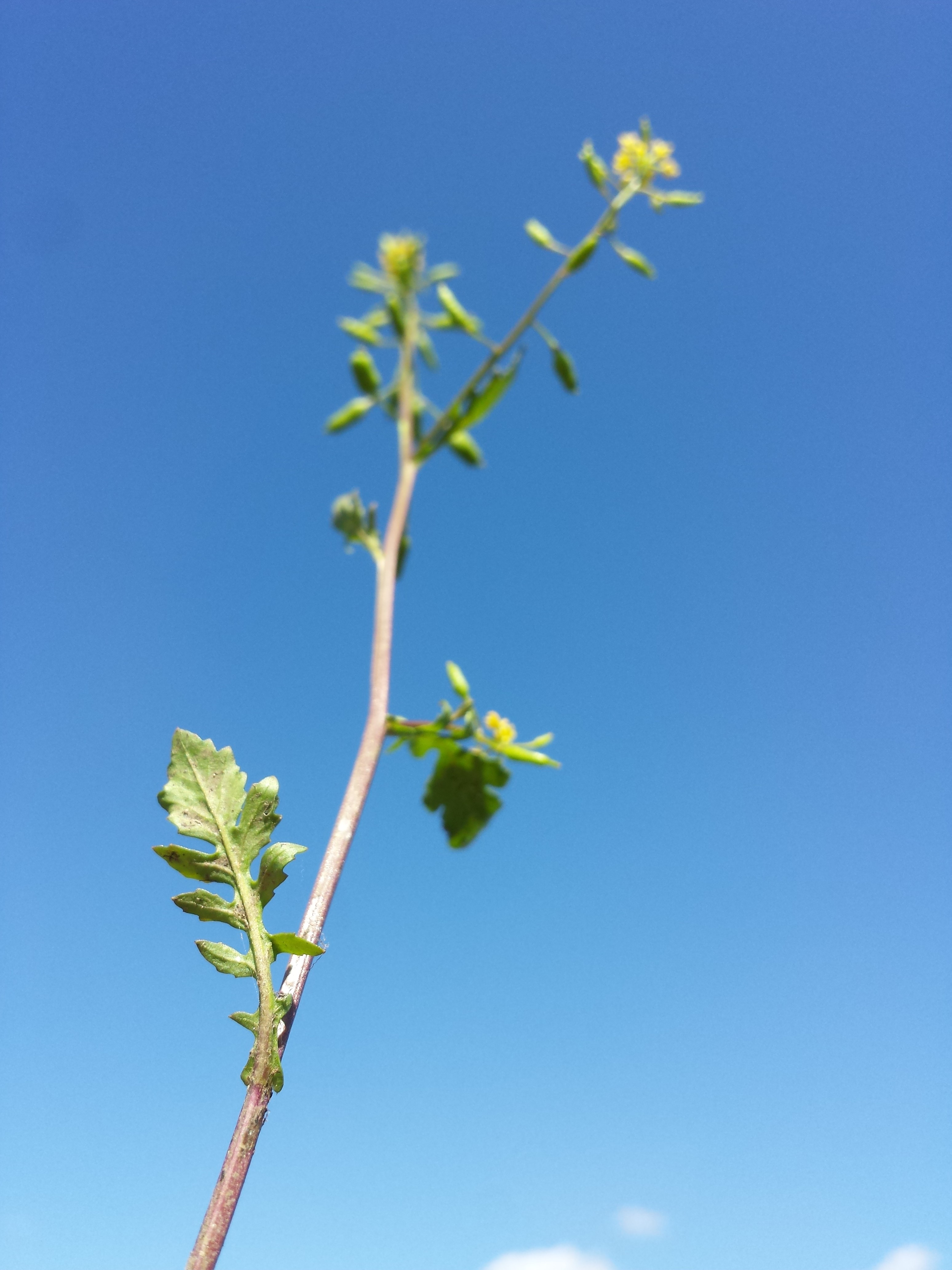
Stängel mit Laubblättern

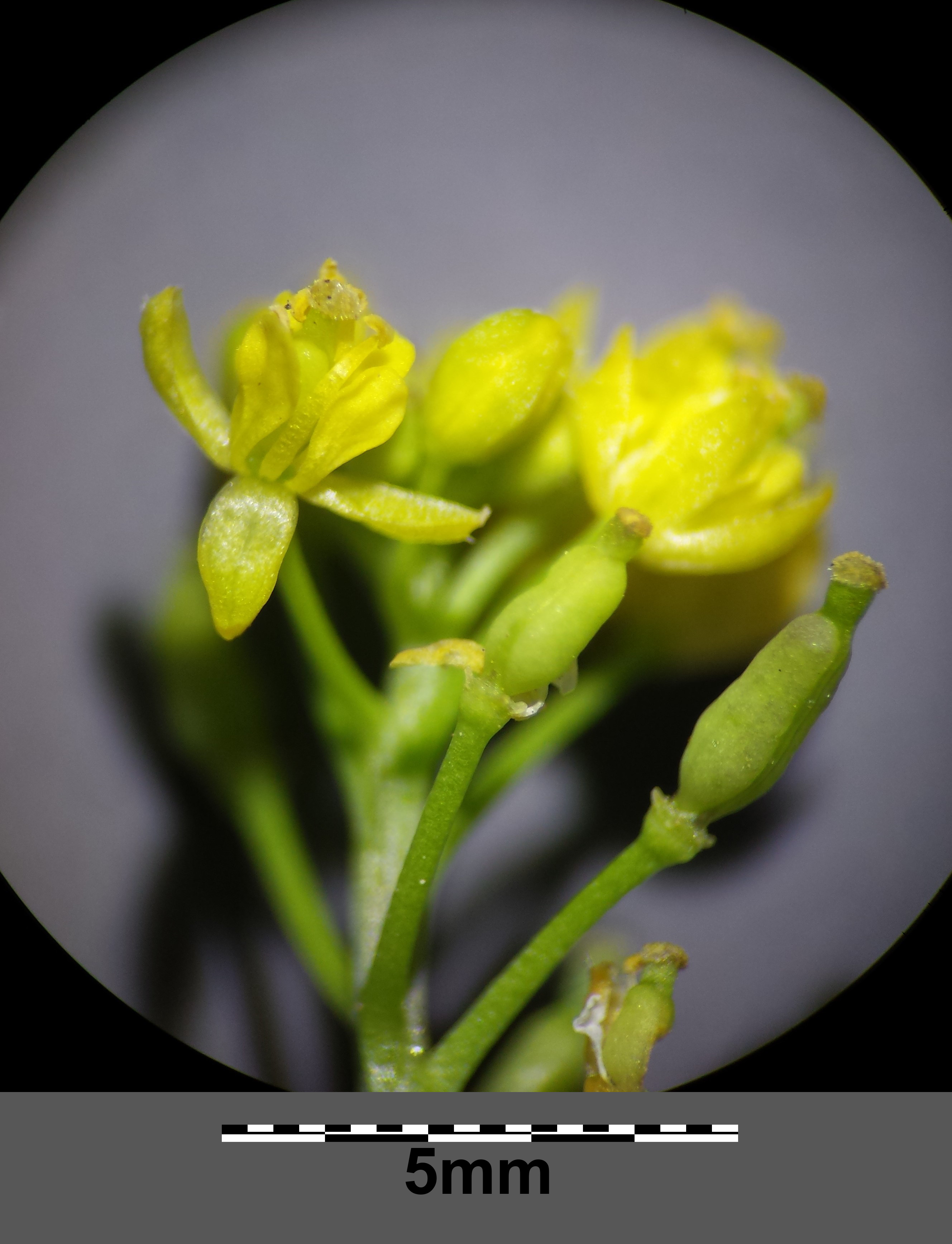
Blütenstand

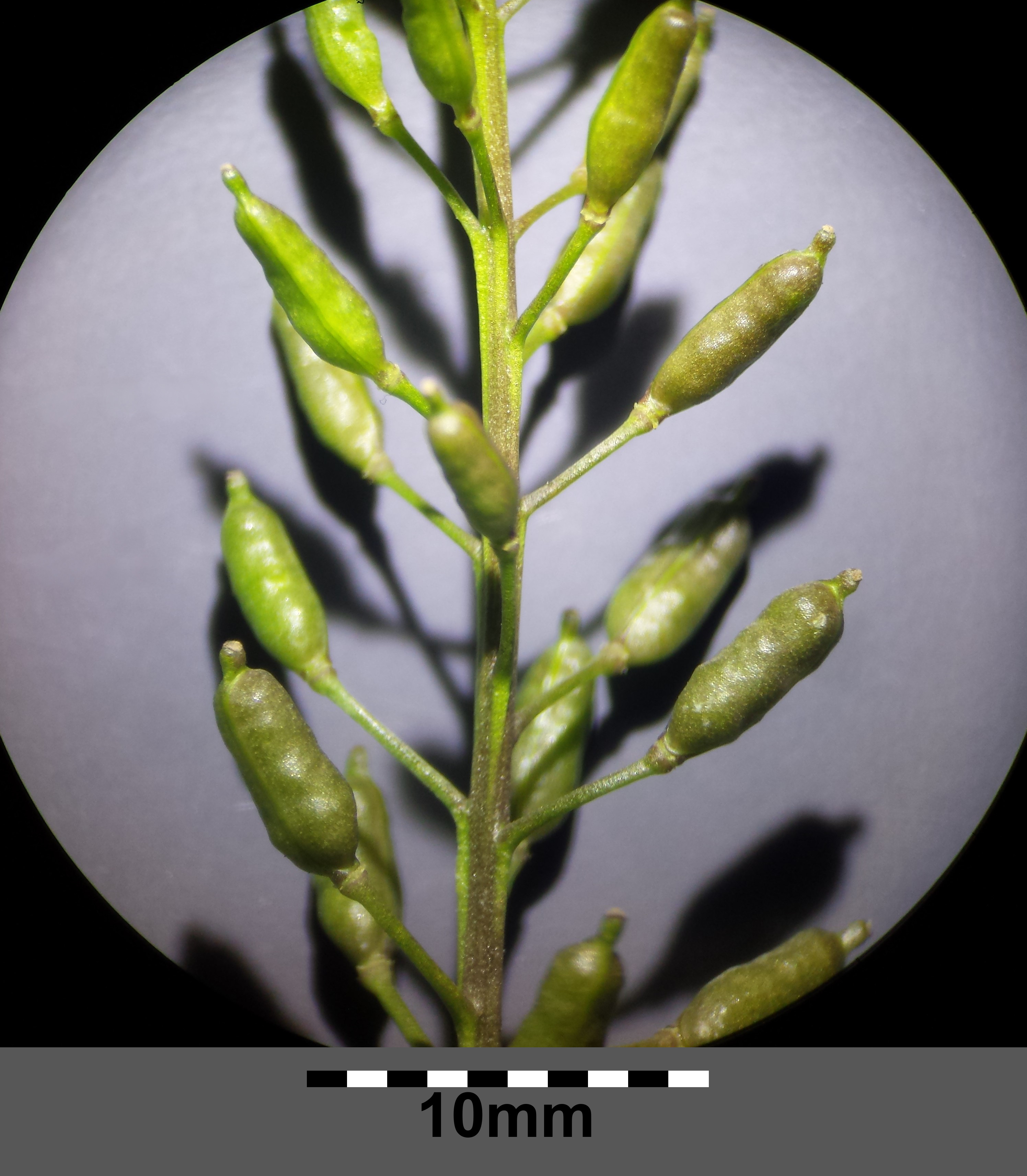
Fruchtstand

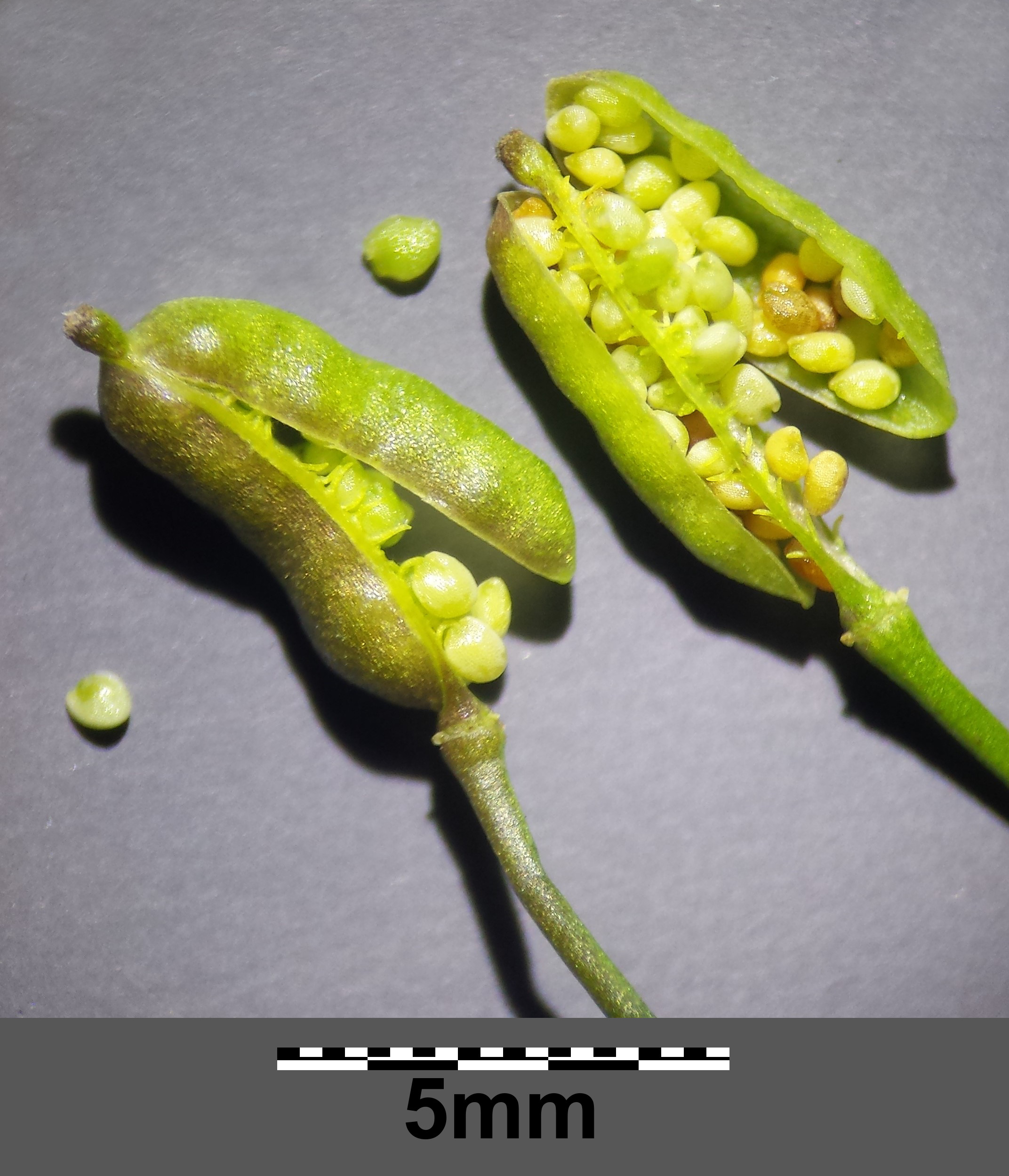
Schötchen mit Samen

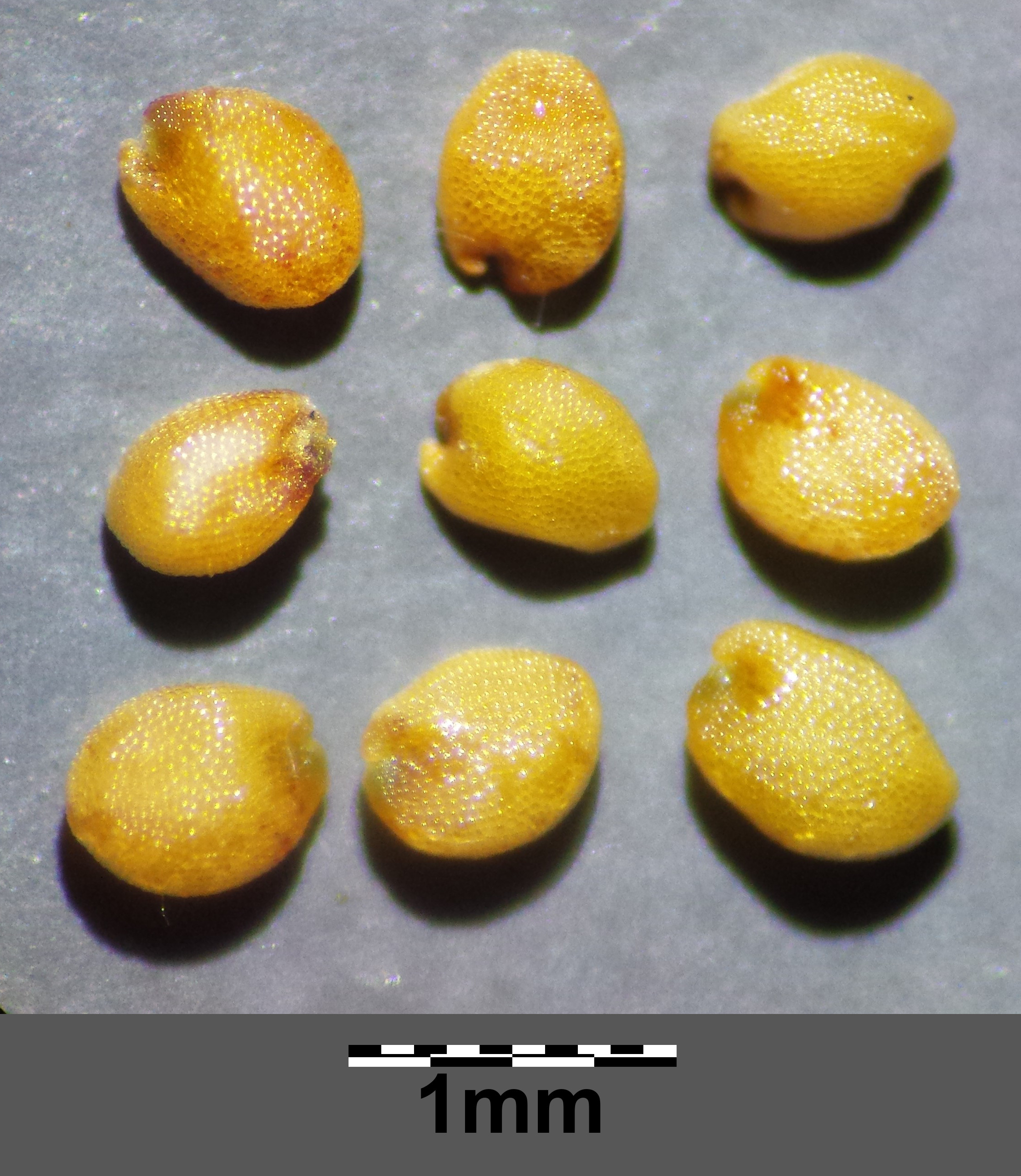
Samen

### Vegetative Merkmale
Die Gewöhnliche Sumpfkresse wächst als einjährige, seltener auch nur wenige Jahre ausdauernde krautige Pflanze und erreicht Wuchshöhen von etwa 20 bis 60 cm. Der aufrechte, kantige Stängel ist zumindest im oberen Teil oft sparrig verzweigt und ist kahl oder im unteren Teil kurzhaarig.
Alle Laubblätter sind am Grunde geöhrt und meist kahl. Die unteren Laubblätter sind gestielt, leierförmig fiederteilig und besitzen vier bis acht Paar längliche, lappig gezähnte seitliche Abschnitte mit einem großen, eiförmigen Endabschnitt. Die oberen Blätter haben meist zwei bis sechs Paar seitliche Abschnitte, die meist etwas schmäler sind als diejenigen bei den unteren Blättern. Die Stängelblätter umfassen den Stängel meist deutlich.

### Generative Merkmale
Die Gewöhnliche Sumpfkresse blüht vorwiegend von Juni bis September. Die zwittrigen, radiärsymmetrischen Blüten sind vierzählig. Die vier grünen Kelchblätter haben eine Länge von etwa 2 mm. Die vier Kronblätter sind entweder gleich lang oder ein wenig kürzer und blass gelb gefärbt.
Die an einem etwa 4 bis 8 mm langen, fast waagerecht abstehenden Stiel sitzende Schote ist länglich, oft leicht gekrümmt, etwa 5 bis 9 mm lang und 2 bis 2,5 mm dick. Die in zwei Reihen stehenden Samen sind braun bis gelblich-braun, mit einer Länge von 0,5 bis 0,9 mm und einem Durchmesser von 0,4 bis 0,6 mm eiförmig oder fast kugelig.
Der Chromosomensatz ist 2n = 32.

## Vorkommen

### Allgemeine Verbreitung
Rorippa palustris ist heutzutage fast kosmopolitisch verbreitet. In Österreich kommt sie mäßig häufig bis zerstreut vor, während sie in der Schweiz allgemein verbreitet zu finden ist. In den Allgäuer Alpen steigt sie in Vorarlberg nahe der Bergstation der Kanzelwandbahn bis zu einer Höhenlage von 1920 Metern auf.

### Verbreitung in Deutschland
Die Gewöhnliche Sumpfkresse ist in Deutschland verbreitet und meist häufig zu finden.

### Standortansprüche
Die Gewöhnliche Sumpfkresse wächst in Zweizahn-Ufersaumgesellschaften. Sie bevorzugt feuchte, nährstoffreiche, stickstoffhaltige, humose Schlammböden. Sie wächst an Ufern von Gewässern, in Gräben und an feuchteren Ruderalstellen. In Mitteleuropa ist sie eine Charakterart der Ordnung Bidentetalia.
Die ökologischen Zeigerwerte nach Landolt et al. 2010 sind in der Schweiz: Feuchtezahl F = 4w+ (sehr feucht, aber stark wechselnd), Lichtzahl L = 4 (hell), Reaktionszahl R = 3 (schwach sauer bis neutral), Temperaturzahl T = 3+ (unter-montan und ober-kollin), Nährstoffzahl N = 4 (nährstoffreich), Kontinentalitätszahl K = 3 (subozeanisch bis subkontinental).